# 13423 Бобвуллі
13423 Бобвуллі (13423 Bobwoolley) — астероїд головного поясу, відкритий 13 листопада 1999 року.
Тіссеранів параметр щодо Юпітера — 3,339.